# Хайнрих II фон Ферден
Хайнрих II фон Ферден (на немски: Heinrich von Verden; † 15 февруари 1441 във Ферден) от Графство Хоя, е от 1407 до 1426 г. княз-епископ на Ферден.

## Биография
Той е третият син на граф Герхард III фон Хоя († 1383) и втората му съпруга Юта фон Олденбург-Делменхорст, дъщеря на граф Кристиан I фон Олденбург-Делменхорст и Елизабет фон Мекленбург. По-големият му брат Ото III († 13 април 1428) наследява баща им. По-малкият му брат Герхард († 1398), († 27 януари 1398) е през 1397/1398 г. епископ на Минден.
През 1384 г. Хайнрих е кантор на катедралата и от 1387 дехант във Ферден. На 21 февруари 1407 г. е избран за епископ на Ферден с помощта на фамилията му и херцозите Бернхард и Хайнрих фон Люнебург. На 14 август 1426 г. той се оттегля срещу годишна рента от 400 златни гулдени.
Умира на 15 февруари 1441 г. във Ферден и е погребан в катедралата.